# Delães
Delães is een plaats (freguesia) in de Portugese gemeente Vila Nova de Famalicão en telt 3761 inwoners (2001).